# Lijst van vertegenwoordigers van Nederland in Suriname
Dit artikel geeft een overzicht van vertegenwoordigers van Nederland in Suriname. 

## Ambassadeurs
Op 25 november 1975 werd Suriname onafhankelijk en werd de eerste Nederlandse ambassadeur naar Suriname gezonden.
- Hendricus Leopold (1975 - 1978)
- Maximilien Vegelin van Claerbergen (1978 - 1981)
- Joop Hoekman (oktober 1981 - 1983)
- Dirk Jan van Houten (1984 - 1987)
- Joop Hoekman 2e keer (1988 - circa juli 1990)
- Pieter Koch (juli 1990 - 1994)
- Schelto baron van Heemstra (1994 - 1998)
- Ruud Treffers (1998/99 - augustus 2002)
- Henk Soeters (augustus 2002 - 2006)
- Tanya van Gool (augustus 2006 - augustus 2009)
- Aart Jacobi (2009 - 2012), teruggeroepen

geen ambassadeur
- Ernst Noorman (2014 - 2017)
- Anne van Leeuwen (2017, niet uitgezonden)

## Zaakgelastigden
- Kees Rade (tijdelijk zaakgelastigde, september-december 2017)
- Jaap Frederiks, zaakgelastigde in Suriname en ambassadeur in Guyana (ca.1 januari 2018 - 2020)

## Ambassadeur
- Henk van der Zwan (2020 - 2023)
- Walter Oostelbos (2023 - heden)